# Masová společnost
Masová společnost je specifická charakteristika rozvinutých industriálních společností, která jejich existenci spojuje s existencí masy jako zvláštního novodobého sociálního útvaru.

## Masa
Obecně se jako masa označuje velká, poměrně stejnorodá skupina lidí nižšího společenského postavení, protiklad elity. Podle Hanse Günthera Adlera je pojem masa velmi neurčitý, jde podle něj obtížně definovat nebo nějakým způsobem vymezit. Hans Günther Adler se tomuto pojmu věnoval v knize Svoboda a bezmoc. Masu označuje za něco nedefinovaného, amorfního, kvalitativně bezcenného. V moderní době také vznikly termíny jako masová hnutí, masová média, masová produkce. U pojmu masa je důležité nezapomínat na to, že se časem stále proměňuje. V moderní době je používán frekventovaněji.
Adler chápe masu jako protiklad osobnosti. Ve své knize cituje i Viktora Frankla, který tvrdí, že „v mase se nemůže plně rozvinout žádná osobnost, ba ani pouhá individualita člověka. Masa se ráda zříká osobnosti, protože i osobnost ruší. Z toho důvodu masa proti osobnostem bojuje, potlačuje je a okrádá o jejich svobodu... zplošťuje individuality, v zájmu co největší neosobní rovnosti nivelizuje osobnosti – to je osud osobní svobody v mase...“.
Podle Adlera za vznikem masy stojí zničení „člověka“ a jeho nahrazením takzvaným „členem masy“. K návratu zpět od člena masy k člověku je zapotřebí zrušení všech ideologií, které člověka špatně ovlivňují.

## Vznik pojmu masová společnost
Termín masová společnost zavedl do sociologie William Kornhauser v roce 1960, ale kořeny tohoto termínu jsou mnohem starší a sahají až do starověkého řeckého a římského politického myšlení.
Svatý Augustin byl jedním z prvních, kdo použil slovo masa, a označoval s ním ty, kteří nejsou schopni zachránit svou vlastní duši. Následně rozlišoval elitu, která by měla být spasena. V 19. století Tocqueville rozvinul moderní představu nivelizované, homogenní společnosti. Zároveň s ním psychologové, kteří se zaměřovali na psychologii davu, popsali své obavy o různých iracionálních, emocionálních a manipulovaných chováních mas, které byly spojené s pokrokem demokracie.
V období po druhé světové válce došlo k dalšímu vymezení pojmu masová společnost. Popsal ho filozof José Ortega y Gasset v roce 1929 ve svém eseji Vzpoura davů. Navíc tento filozof zavedl výraz masový člověk.

## Kritika masové společnosti
Masová společnost se vyznačuje možností elit ovlivňovat ostatní a mobilizovat jejich sily. Na rozdíl od totalitních společností, kde elity jsou nedostupné a masy jsou manipulovány a mobilizovány shora, jsou v masové společnosti elity dostupné. Z tohoto hlediska vyplývá kritika dvou druhů: aristokratická a demokratická.

### Aristokratická kritika masové společnosti
Podle aristokratických kritiků v masové společnosti dochází ke ztrátě exkluzivnosti elit, jelikož stále větší množství lidí získává přístup do společenských sfér, které byly v minulosti čistě elitářské.
Aristokratická kritika masové společnosti je zaměřená na kritiku faktorů spojených s moderní společností, zejména s nárůstem svobody jedinců. Pro mnohé zastánce této kritiky je nepřijatelná zejména jejich možnost zasahovat do politické sféry.
Aristokratickou kritikou masové společnosti je masa chápána jako nevzdělaná a nekvalifikovaná většina společnosti, která není schopna sama sobě vládnout. Oproti masám stojí elity, které jsou díky svým kvalitám a schopnostem uzpůsobilé přijímat efektivní rozhodnutí a měly by tak stát v čele celé společnosti.
Aristokratická koncepce spojuje masovou společnost se třemi základními charakteristikami:
1. rostoucí rovnostářství – ztráta tradiční autority
2. podpora anti-aristokratické formy vlády – hledání lidové autority
3. vláda mas

Pro zastánce aristokratického přístupu jsou svoboda a rovnost v masové společnosti neslučitelné.
Podle jejich názoru souvisí se snahou o vybudování rovnostářské společnosti, což má za následek kulturní úpadek a rozklad hodnot minulosti, které doposud společnost před nástupem tyranie bránily. Tento názor zastává i autor Alexis de Tocqueville, podle něhož je ve společnostech usilujících o rovnost všech členů mnohem jednodušší zavést tyranii než ve společnostech jiných. Podle Tocquevilla je toto způsobené tím, že pro společnost, kde si je většina občanů rovná, je velice obtížné bránit se proti moci a hájit svou nezávislost, jelikož v takové společnosti není nikdo, kdo by mohl sám proti moci bojovat.
K představitelům aristokratického přístupu řadíme i Gustava Le Bona. Ten říká, že civilizace nikdy nebyly vytvářeny a vedeny davy, nýbrž malou aristokracií vzdělaných. Zapojení širších skupin společnosti do vládnutí by tak nepřineslo nic dobrého, jelikož předpoklady pro vládnutí má pouze malá část společnosti (elita).

### Demokratická kritika masové společnosti
Demokratický přístup se ve svém zkoumání masové společnosti zabývá především poklesem společenství a izolovanosti jedince ve společnosti, což považuje za hlavní problém. Oproti aristokratickém přístupu není v demokratickém pojetí rovnost neslučitelná se svobodou a elity nejsou jedinou vrstvou, která může svobodu bránit. Podle demokratického přístupu je masová společnost důsledkem nárůstu velkých měst. Demokratický přístup pozoruje značný nárůst manipulace a mobilizace ze strany elit a jejich prostupující vliv do sfér, které dříve bývaly čistě soukromé. Masová společnost je tedy vnímaná jako nelimitovaná tyranie, jelikož je možné, aby malé skupiny lidí – elity – ovládaly většinu.
Demokratická kritika u masové společnosti popisuje tyto 3 hlavní charakteristiky:
1. Rostoucí izolace – pokles společenství
2. Rozšířené přijímání nových ideologií – hledání společenství
3. Totalitarismus – totální dominance pseudo-společenství[3]

Zastánci demokratické kritiky spojují masovou společnost s totalitarismem kvůli množství izolovaných jedinců ve společnosti, kteří jsou vhodní pro jakoukoli formu mobilizace ze strany elit a stávají se tak bezbrannými vůči totalitním hnutím a režimům.
K zastáncům demokratické kritiky masové společnosti patří Karl Mannheim. Podle něj jsou jedinci žijící ve velkých městech mnohem více náchylní k nejrůznějším podnětům než lidé, kteří se do společnosti přirozeně zapojují skrze život v menších sociálních skupinách.
Podle Miroslava Petruska je masová společnost poznamenaná vlivy spojenými s modernizací jako jsou urbanizace, nárůst gramotnosti, nárůst vlivu masové komunikace a demokratizace v politické oblasti. Jedince žijící v masové společnosti popisuje jako depersonalizovanou bytost, vykořeněnou ze svých primárních sociálních vazeb a nezakotvenou v žádné skupině. Tito jedinci snadno podléhají manipulaci ze strany politických a ekonomických elit a jsou snadno ovladatelní ideologiemi totalitního charakteru.
Giovanni Sartori upozorňuje na to, že teorií masové společnosti je několik a je nutné rozlišovat mezi sociologickou, psychologickou a politickou. Politická teorie zkoumá zejména politické důsledky masové společnosti. Podstatou sociologické je podle něj ztráta komunity zapříčiněná vykořeněním a rychlostí jakou se moderní společnost vyvíjí. Obdobná je psychologická teorie, která masu vnímá jako odcizené společenství, které nikam nepatří.